# Pablo Quiroga Treviño
Pablo Quiroga Treviño (Ciénega de Flores, Nuevo León; 25 de enero de 1903-Chihuahua; 15 de septiembre de 1987) fue un abogado y político mexicano que fue gobernador sustituto del Estado de Nuevo León, dando término al período que correspondía al gobernador Francisco A. Cárdenas. Es abuelo materno de Adalberto Madero también conocido como Madedito.

## Biografía
Nació en Ciénega de Flores, Nuevo León, el 25 de enero de 1903 siendo hijo de don Ambrosio Quiroga y de doña Nieves Treviño. Cursó la preparatoria en el Colegio Civil e ingresó luego a la Escuela de Jurisprudencia, a la que asistió sólo durante un año pues se trasladó a la Ciudad de México con objeto de terminar sus estudios profesionales en la Facultad de Derecho de la Universidad Nacional. En 1928 se recibió de abogado. Algunos años después se incorporaría a la Universidad de Nuevo León como catedrático de derecho administrativo en la Facultad de Derecho.
El licenciado Quiroga trabajó como escribiente, juez menor letrado, agente del Ministerio Público Federal, oficial mayor y secretario general del gobierno de Nuevo León. Cabe mencionar también que formó parte del comité organizador que dio vida a la Universidad de Nuevo León.
El 27 de diciembre de 1933 Francisco A. Cárdenas renunció a la gubernatura de Nuevo León, por lo que el Congreso Local designó al licenciado Quiroga gobernador sustituto para dar término al periodo constitucional, que debía concluir el 4 de octubre de 1935.
Bajo el régimen del licenciado Quiroga surgieron diversos conflictos en el seno de la naciente universidad. Los estudiantes se oponían a que la educación socialista, impulsada por el candidato a la presidencia Lázaro Cárdenas, se instituyera en este centro de estudios; sin embargo, el gobernador se pronunció a favor de aquella y en septiembre de 1934 los estudiantes decidieron suspender las clases. Intervino el propio Cárdenas —para entonces ya presidente electo—, quien sostuvo que la educación socialista se implantaría en todo el país. Por su parte, el gobernador Quiroga entregó al Congreso una iniciativa de ley que derogaba el decreto de que había dado vida a la UNL y un año después fundó el Consejo de Cultura Superior, que de alguna manera asumió las funciones del Consejo Universitario para coordinar las actividades de escuelas y facultades a nivel profesional.
A pesar de los violentos enfrentamientos que se suscitaron con los estudiantes a raíz de este conflicto, el gobernador Quiroga informó que para 1934 prácticamente se habían superado las causas de la crisis económica en el Estado y la industria continuaba desarrollándose.
Al término de su mandato, Pablo Quiroga se desempeñó como magistrado del Tribunal Superior de Justicia; diputado federal en la XLI Legislatura; presidente y miembro del Colegio de Notarios de Nuevo León y notario público en la ciudad de Monterrey.
Pablo Quiroga Treviño murió el 15 de septiembre de 1987, en la ciudad de Chihuahua, y sus restos fueron trasladados a Monterrey.